# Tribute to Don Cherry
Tribute to Don Cherry – koncertowy album grupy Yá-sou. Album dedykowany jest zmarłemu muzykowi jazzowemu Donowi Cherry. W koncercie gościnnie udział wzięli Tomasz Stańko i grupa Osjan.
Do nagrania albumu doszło podczas koncertu 20 lutego 1996 roku w Teatrze Małym w Warszawie. Artyści którzy wzięli udział w nagraniach wcześniej współpracowali z Donem Cherry: Tomasz Stańko już w 1971 roku podczas występu z Krzysztofem Pendereckim na Donaueschingen Music Festival, Osjan podczas tras koncertowych, Peter Apfelbaum w projekcie Dona Multi-Kulti a Jai Uttal przy płycie Footprints.
Utwór „Malinye” wszedł po tym koncercie do repertuaru koncertów Waglewski-Pospieszalski.

## Lista utworów
| 1. | "Yá-sou suite - tribute to Don Cherry" | 26:42 |
|    | - muzyka - Yá-sou: Peter Apfelbaum, Jai Uttal, Horatio Altan, Milo Kurtis |       |
| 2. | "Rumba multi-kulti" | 9:16  |
|    | - muzyka - Don Cherry - Yá-sou - gościnnie: - Tomasz Stańko - trąbka |       |
| 3. | "Malinye" | 9:00  |
|    | - muzyka - Don Cherry - Yá-sou - gościnnie: - Tomasz Stańko - trąbka - Osjan: - Jacek Ostaszewski – kaya-kum, śpiew, instrumenty perkusyjne - Wojtek Waglewski – gitara, śpiew, instrumenty perkusyjne - Radek Nowakowski – instrumenty perkusyjne - Milo Kurtis – instrumenty perkusyjne |       |
|    | | 44:58 |
|    | |       |